# Championnats panaméricains de BMX 2015
Navigation
Édition précédente Édition suivante
Les championnats panaméricains de BMX 2015 ont eu lieu le  24 mai 2015 à Santiago au Chili.

## Podiums
| Épreuves            | Or                   | Argent               | Bronze                |
| ------------------- | -------------------- | -------------------- | --------------------- |
| Épreuves masculines |                      |                      |                       |
| Élites hommes       | Renato Rezende       | Carlos Oquendo       | Ramiro Marino         |
| Juniors hommes      | Leandro Noronha      | Franklin Vasconcelos | Nicolás Torres        |
| Épreuves féminines  |                      |                      |                       |
| Élites femmes       | Mariana Pajón        | Stefany Hernández    | Gabriela Díaz         |
| Juniors femmes      | María Paulina Osorno | Monica Astudillo     | Lady Victoria Bucheli |

## Tableau des médailles
| Rang  | Nation    | Or | Argent | Bronze | Total |
| ----- | --------- | -- | ------ | ------ | ----- |
| 1     | Brésil    | 2  | 1      | 0      | 3     |
| 1     | Colombie  | 2  | 1      | 0      | 3     |
| 3     | Équateur  | 0  | 1      | 1      | 2     |
| 4     | Venezuela | 0  | 1      | 0      | 1     |
| 5     | Argentine | 0  | 0      | 3      | 3     |
| Total | Total     | 4  | 4      | 4      | 12    |